# 莲座獐牙菜
莲座獐牙菜（学名：Swertia rosularis）为龙胆科獐牙菜属下的一个种。

## 扩展阅读
- 維基物種上的相關：莲座獐牙菜